# Carlos Damas

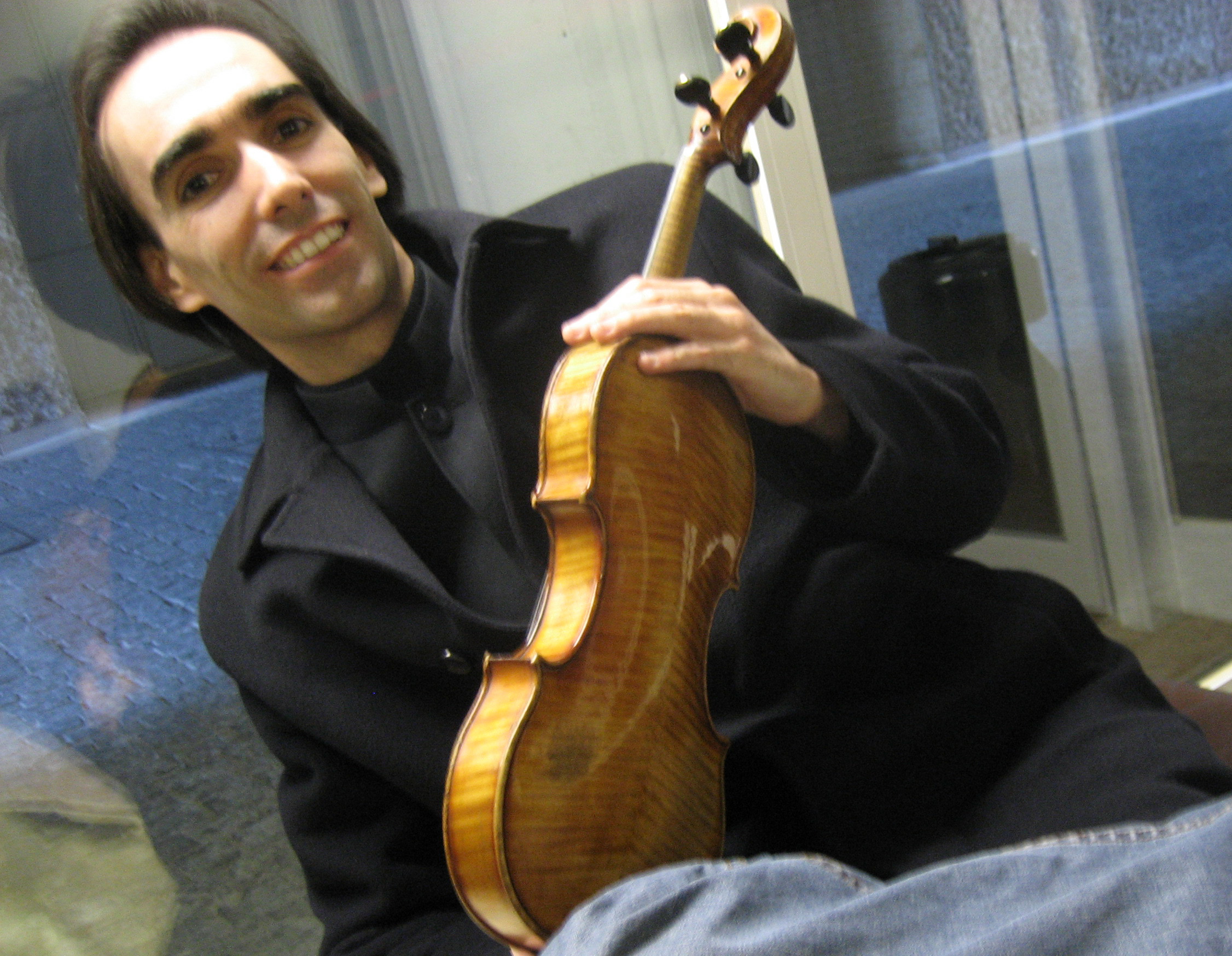
Carlos Damas (2011)

Carlos Damas (* 8. April 1973 in Coimbra) ist ein portugiesischer Violinist. Er gilt als der bedeutendste moderne Geiger Portugals.

## Leben
Damas wurde 1973 in der traditionsreichen Universitätsstadt Coimbra geboren. Im Alter von drei Jahren erhielt er ersten Musikunterricht. Mit sechs Jahren zog er nach Lissabon, wo er Geigenunterricht von Vasco Brôco, Alexandra Mendes und Leonor Prado erhielt, die Geiger der Gulbenkian-Stiftung waren. Mit 15 trat er erstmals als Sologeiger auf, beim portugiesischen Rundfunkorchester unter der Leitung von Sir Silva Pereira. Nachdem er Portugal beim International Music Camp vertrat, zeichnete ihn die American String Teachers Association aus (Excellence in Performance and Leadership). Auch beim portugiesischen Nachwuchsmusikwettbewerb wurde er ausgezeichnet.
1990 zog Damas nach Paris, wo er u. a. mit Ivri Gitlis und Jacqueline Lefévre arbeitete. 1992 wurde er Konzertmeister des Orchesters der Cité Internationale des Arts Paris, und er arbeitete u. a. mit Yehudi Menuhin. Damas belegte zudem einen Meisterkurs bei Shlomo Mintz. Es folgten zahlreiche Tourneen und Gastspiele, darunter die Salzburger Mozartwoche und Gastspiele in China, insbesondere in Macau. Auch verschiedene Aufnahmen von ihm wurden auf CD veröffentlicht, so bei Numérica und Naxos. Sein 2007 erschienenes Album Modern Solo Violin Music, mit Violinsonaten von E. Ysaÿe, Sérgio Azevedo, Prokofjew, Fritz Kreisler und Fernando Lopes-Graça, wurde vom Fernsehsender arte ausgezeichnet.

## Diskografie
- 1995: Felix Mendelssohn Bartholdy (mit Rubén Lorenzo, Piano), Numérica 1055
- 1997: Diálogos do Silêncio (Poesie von Alberto Estima de Oliveira, mit Rezitator Helder Fernando), Tradisom/Sony Hong Kong
- 2000: Violin Solo, Numérica 1091
- 2004: Beethoven violin and piano Sonatas nº4 and nº5 "Spring" (Liveaufnahmen mit Rubén Lorenzo, Piano), MasterClassics/Universal
- 2007: Modern Solo Violin Music, DUX 0562
- 2009: Fritz Kreisler (mit AnnaTomasik, Piano), DUX 0696
- 2011: Luís de Freitas Branco, Violin Sonatas Nos.1 & 2, Naxos 8.572334
- 2011: Complete Chamber Music for Violin (Werke António Fragosos, mit Jian Hong, Cello, und Jill Lawson, Piano), Brilliant Classics 94158